# Winston (Montana)
Winston is een plaats (census-designated place) in de Amerikaanse staat Montana, en valt bestuurlijk gezien onder Broadwater County.

## Demografie
Bij de volkstelling in 2000 werd het aantal inwoners vastgesteld op 73.

## Geografie
Volgens het United States Census Bureau beslaat de plaats een oppervlakte van
8,7 km², geheel bestaande uit land. Winston ligt op ongeveer 1329 m boven zeeniveau.

## Plaatsen in de nabije omgeving
De onderstaande figuur toont nabijgelegen plaatsen in een straal van 28 km rond Winston.